# Maximus Jones
Maximus Jones (* 5. September 2004 in Sydney, Australien) ist ein thailändischer Tennisspieler.

## Karriere
Jones spielte zwischen 2018 und 2021 auf der ITF Junior Tour. Er gewann dort drei Einzel- und zwei Doppeltitel bei unterklassigen Turnieren und erreichte Platz 177 in der Rangliste der Junioren.
Bei den Profis nahm Jones ab Ende 2021 an Turnieren teil, hauptsächlich an jenen der drittklassigen ITF Future Tour. Sein erstes vollständiges Profijahr schloss er in der Weltrangliste in den Top 1000 im Einzel sowie in den Top 500 im Doppel ab – er hatte vier Future-Titel im Doppel gewonnen. 2023 folgten die ersten zwei Titel im Einzel, wodurch er rund 400 Plätze in der Rangliste kletterte.
Jones gewann zwei weitere Futures im Doppel im darauffolgenden Jahr. Allerdings nahm er auch erstmals an mehreren Events der ATP Challenger Tour teil. In Nonthaburi gelang ihm erstmals ein Sieg auf diesem Niveau, als er sich gegen den Top-200-Spieler Marco Cecchinato durchsetzte. Beim selben Turnier zog Jones mit seinem Landsmann Pruchya Isaro ins Endspiel des Doppels ein, wo sie gegen die Briten Arthur Fery und Joshua Paris unterlagen.
2025 erreichte er im Einzel neue Höhen. Beim Challenger in Brazzaville zog er erstmals ins Halbfinale ein, bevor er rund zwei Monate später in Abidjan aus der Qualifikation startend sieben Matches in Folge und damit das Turnier gewann. Im Finale setzte er sich gegen den Litauer Ričardas Berankis in drei Sätzen durch, wodurch er der jüngste Challenger-Turniersieger aus Thailand wurde. Durch seinen ersten Challengersieg stieg er auf Rang 425 der Einzel-Rangliste, während er im Doppel mit Platz 383 im Dezember des Vorjahres am bislang höchsten stand.
Jones wurde erstmals 2023 in die thailändische Davis-Cup-Mannschaft berufen. In bislang acht Begegnungen ist seine Bilanz 5:5. 2022 vertrat Jones zudem sein Land bei den Asienspielen, als er mit Luksika Kumkhum zusammen das Viertelfinale der Mixed-Konkurrenz erreichte.

## Erfolge
| Legende (Anzahl der Siege) |
| Grand Slam                 |
| ATP Finals                 |
| ATP Tour Masters 1000      |
| ATP Tour 500               |
| ATP Tour 250               |
| ATP Challenger Tour (1)    |

### Einzel

#### Turniersiege
| Nr. | Datum          | Turnier | Belag     | Finalgegner       | Ergebnis      |
| --- | -------------- | ------- | --------- | ----------------- | ------------- |
| 1.  | 20. April 2025 | Abidjan | Hartplatz | Ričardas Berankis | 6:3, 4:6, 6:4 |